# Киль (город)
Киль (нем. Kiel [ˈkiːl]) — город в Германии, столица и крупнейший город земли Шлезвиг-Гольштейн. Расположен на берегу Кильской бухты Балтийского моря. Каналом связан с Северным морем, крупный порт. Население Киля составляет 248 873 человека (2023).
Расположенный в Киле университет имени Кристиана Альбрехта был основан в 1665 году. В городе также находится Германская национальная экономическая библиотека.
Киль известен тем, что ежегодно в нём проходит Кильская неделя — важнейшее событие в мире парусного спорта. Киль дважды принимал соревнования по парусному спорту в рамках летних Олимпийских игр: в 1936 году, когда Игры проходили в Берлине, и в 1972 году, когда столицей Олимпиады был Мюнхен.
Главная газета Киля — «Кильские новости» (нем. Kieler Nachrichten).

## История

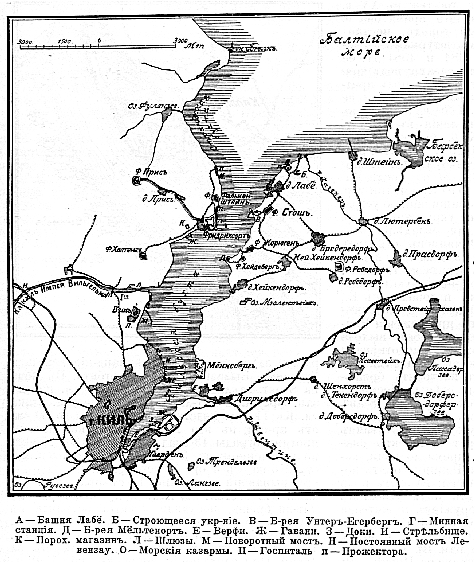
Карта крепости

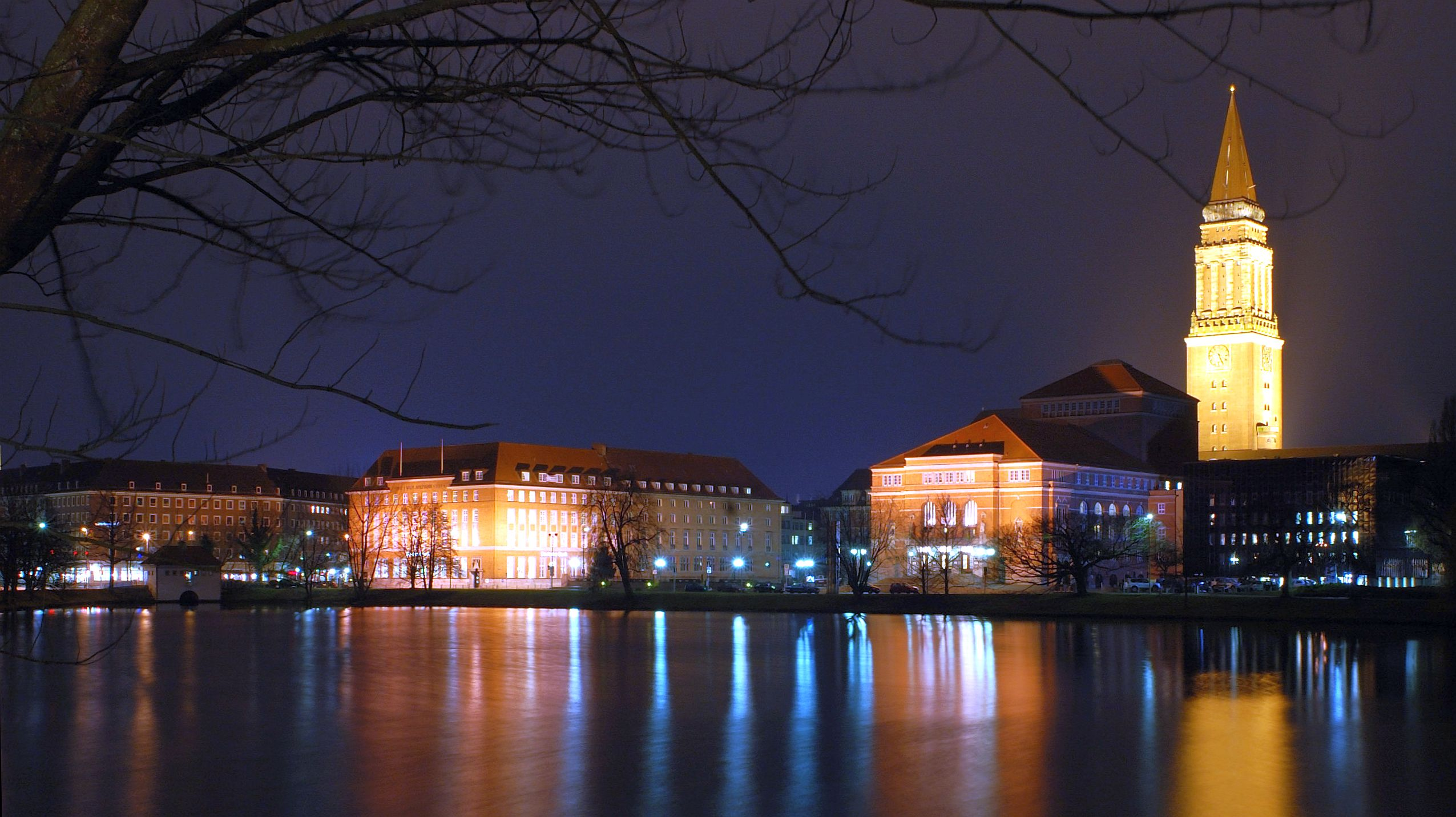
Ночной Киль

Киль был основан между 1233 и 1242 годами графом Адольфом IV Гольштейнским и скоро стал членом Ганзейского союза.
В 1814 году здесь был заключён мир между Данией и Швецией.
В 1835 году в городе начал работать судостроительный завод «Hovaldtswerke».
В 1848 году в Киле был подан сигнал к восстанию против датского владычества.
Необходимость в новом судоходном канале привела к строительству Кильского канала, завершённого в 1895 году. Из оставшихся от строительства отходных материалов была построена взлётная полоса для аэродрома, открывшегося в 1914 году. В городе находится два памятника культуры, водонапорные башни в Равенсберге в Киль-Вике, построенные в 1896 и 1904 году соответственно.
В ноябре 1918 года состоялось Кильское восстание.
В 1914 году основан Кильский институт мировой экономики, являющийся структурным подразделением Университета имени Христиана Альбрехта. С 1927 по 1930 (с годичным перерывом на работу в Китае) в нём работал нобелевский лауреат по экономике Василий Леонтьев.
26 июля 1932 года близ города произошла одна из самых масштабных морских катастроф в истории Киля: внезапным порывом шквального ветра было перевёрнуто учебное парусное судно «Ниоба»; погибло 69 человек. Погибшим установили на берегу памятный камень.
В городе Киль был рождён Пётр III — российский император в 1761—1762, первый представитель Гольштейн-Готторпской (Ольденбургской) ветви Романовых на русском престоле. В 2014 году в городе был установлен бронзовый памятник российскому императору.
Так как Киль является административным центром земли Шлезвиг-Гольштейн, здесь находятся штаб-квартиры многих местных организаций, в частности, Футбольной ассоциации земли.
Мужской гандбольный клуб «Киль» — лидер немецкого гандбола и один из сильнейших клубов мира.

## Климат
В городе Киль климат умеренно теплый. Наблюдается большое количество осадков даже в самый засушливый месяц. Классификации климата Кеппен-Geiger составляет Cfb. Средняя температура воздуха в Киле — 7,9 °C. В год выпадает около 748 мм осадков.
Самый засушливый месяц — март с осадками 44 мм. Наибольшее количество осадков выпадает в августе, в среднем 82 мм.
Самый теплый месяц года — июль со средней температурой 16,3 °C. Самые низкие средние температуры в год наблюдаются в январе, когда она составляет около 0,3 °C.
Разница между количеством осадков, между самым сухим и самым влажным месяцем — 38 мм. Изменение температуры в течение всего года — 16,0 ° C.
| Показатель                    | Янв. | Фев. | Март | Апр. | Май  | Июнь | Июль | Авг. | Сен. | Окт. | Нояб. | Дек. | Год  |
| ----------------------------- | ---- | ---- | ---- | ---- | ---- | ---- | ---- | ---- | ---- | ---- | ----- | ---- | ---- |
| Средний суточный максимум, °C | 2,3  | 2,7  | 5,4  | 10,3 | 15,4 | 19,1 | 20,5 | 19,5 | 17,1 | 12,2 | 6,6   | 3,6  | 10,4 |
| Средняя температура, °C       | 0,3  | 0,3  | 2,6  | 6,5  | 11,1 | 14,6 | 16,3 | 15,6 | 13,0 | 9,1  | 4,4   | 1,6  | 7,9  |
| Средний суточный минимум, °C  | −1,7 | −2   | −0,2 | 2,8  | 6,8  | 10,1 | 12,1 | 11,7 | 9,0  | 6,0  | 2,2   | −0,3 | 4,7  |
| Норма осадков, мм             | 60   | 46   | 44   | 47   | 52   | 63   | 78   | 82   | 67   | 64   | 74    | 71   | 748  |
| Источник: climate-data.org    |      |      |      |      |      |      |      |      |      |      |       |      |      |

## Города-побратимы
- Калининград, Россия
- Советск, Россия
- Брест, Франция
- Ковентри, Великобритания
- Гдыня, Польша
- Таллин, Эстония
- Штральзунд, Германия
- Вааса, Финляндия

## Достопримечательности Киля
- Морской музей Киля

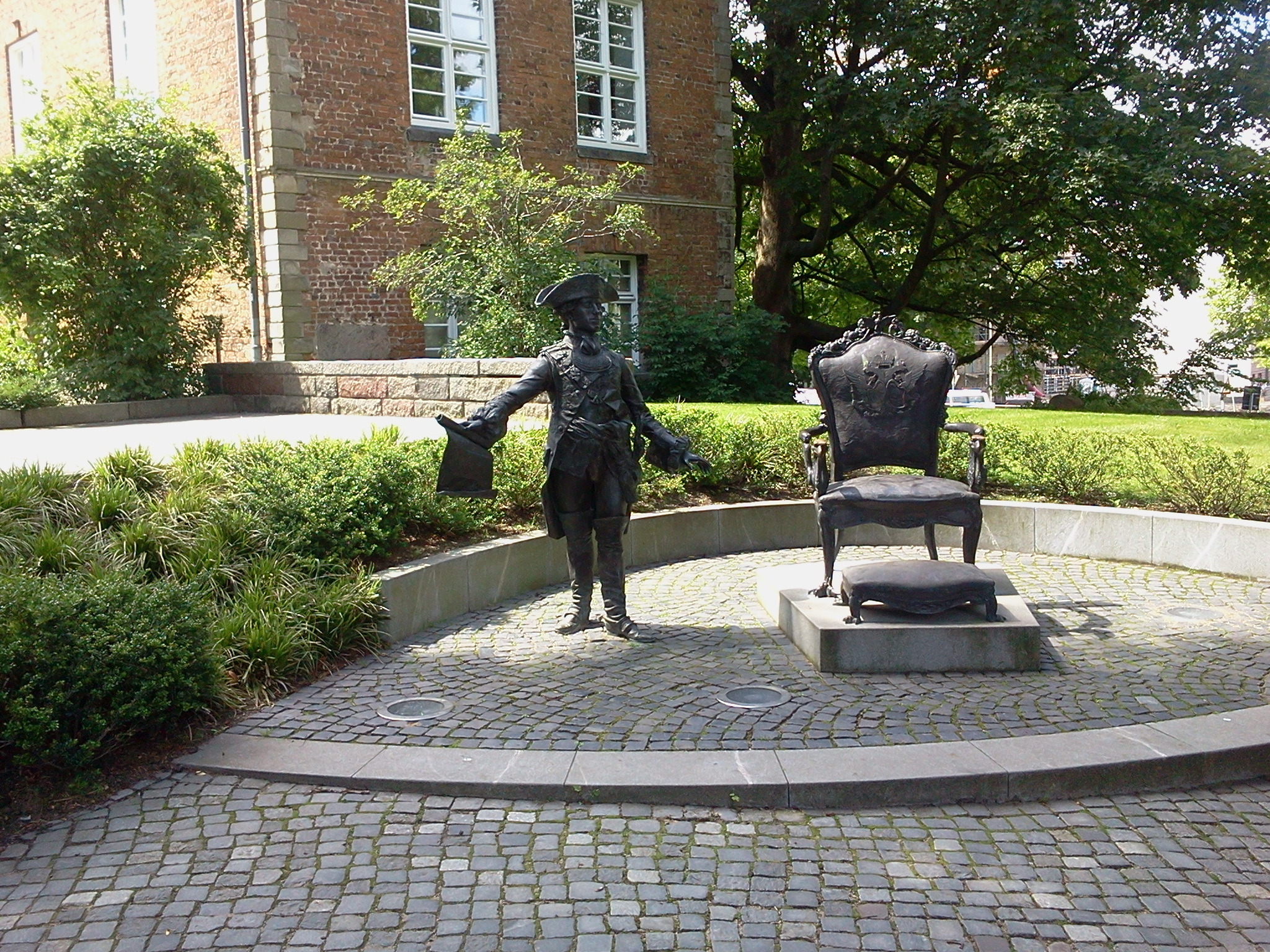
Памятник Петру III в Киле

- Памятник императору Петру III (2014)

## Известные жители и уроженцы
- Пётр III — российский император (1728—1762), герцог Гольштейн-Готторпский, родился в Киле.
- Макс Карл Эрнст Людвиг Планк — нобелевский лауреат по физике.
- Карин Йонс (р. 1953) — член Европарламента с 1994 по 2009 гг.
- Христиан Левин Зандер — датский и немецкий писатель, родился в Киле.
- Василий Леонтьев — нобелевский лауреат по экономике.
- Ры Никонова (1942—2014) — российская поэтесса и художница авангардного направления[13].
- Ханс Гейгер — физик, создатель счётчика Гейгера.
- Шанталь Де Фрайтас (1967—2013) — немецкая актриса и певица.
- Фридрих Вильгельм Эрнст Буш — немецкий актёр театра и кино, певец.
- Фолькмар фон Арним (1847—1923) — немецкий адмирал.

## Почётные граждане Киля
Почётным гражданином Киля был «Праведник народов мира», предприниматель Бертольдт Бейтц.

## В астрономии
В честь Киля назван астероид (470) Килия, открытый в 1901 году.